# Instytut Europejski w Łodzi
Instytut Europejski ul. Piotrkowska 262/264 w Łodzi

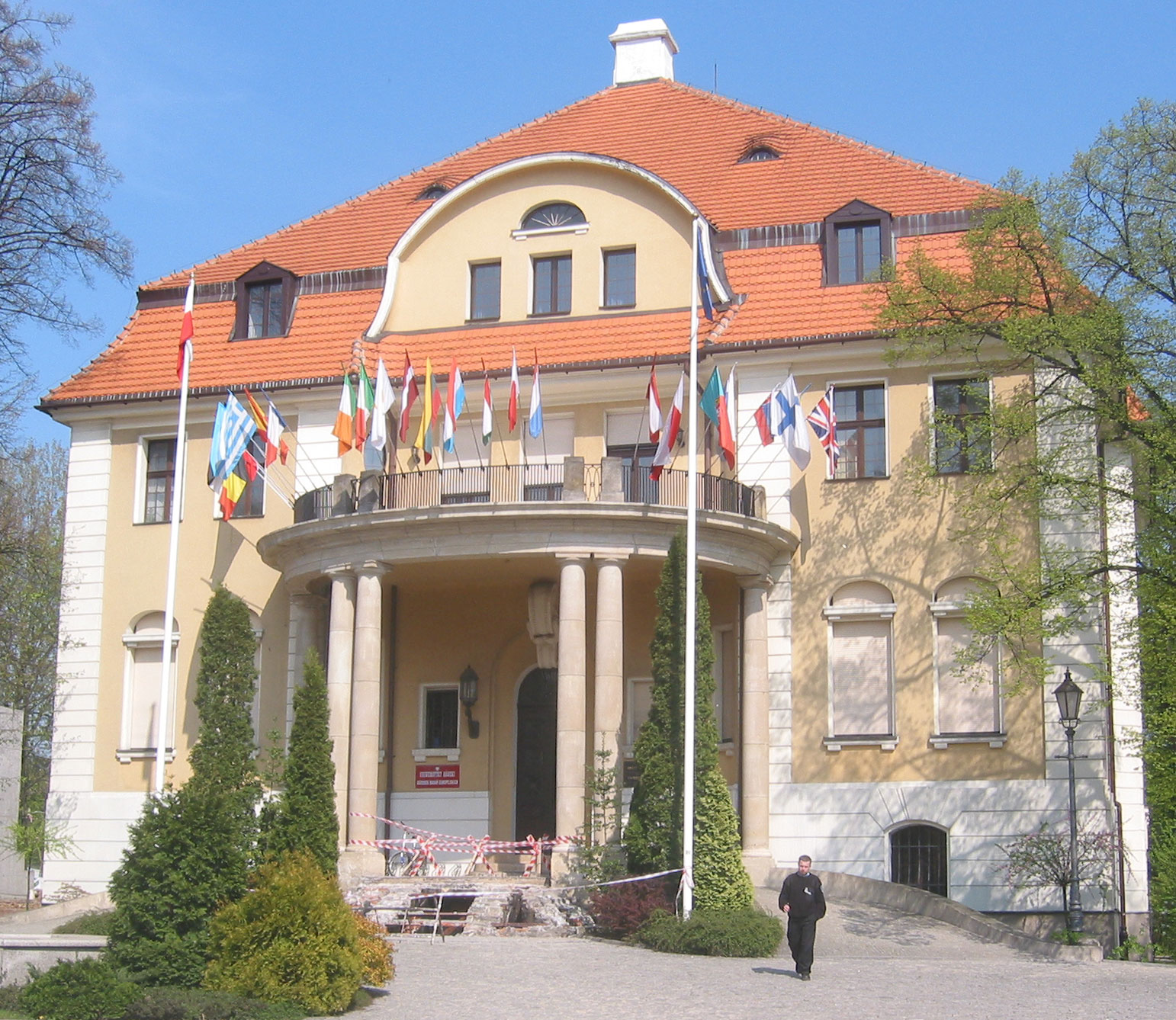
Pałac Roberta Schweikerta, ob. Instytut Europejski w Łodzi

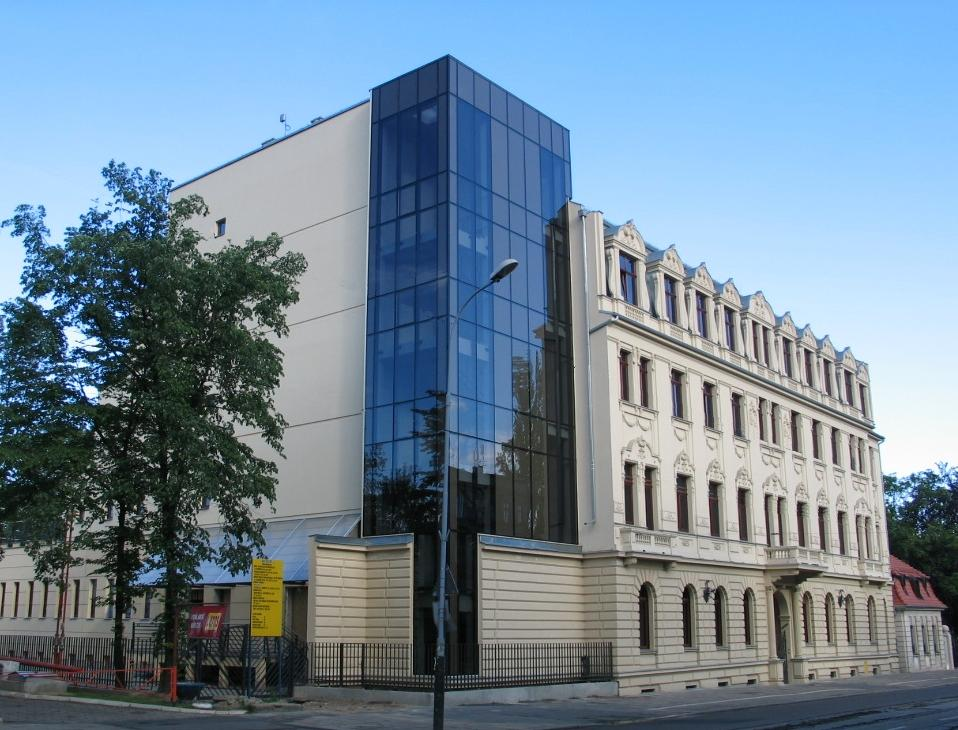
Kamienica Instytutu (2006 r.)

Instytut powstał 30 września 1993 i prowadzi działalność szkoleniową, edukacyjną, badawczą, wydawniczą. Zajmuje się informowaniem w zakresie prawnym, historycznym, politycznym, społecznym i kulturowym o procesach integracji europejskiej.
9 listopada 2007 roku oficjalnie otwarto w Instytucie Centrum Dydaktyczno-Konferencyjne im. Alcide De Gasperi. Gościem honorowym uroczystości była córka patrona, jednego z założycieli Unii Europejskiej – Maria Romana De Gasperi.